# Maristela Salvatori
Maristela Salvatori, (Rio Grande do Sul, 1960) é uma artista e pintora brasileira.

## Carreira
Graduou-se em Belas artes pelo Instituto de Artes da Universidade Federal do Rio Grande do Sul, com pós graduação em Artes visuais pela mesma instituição, onde lançou 0 Fascínio do Traço. Trabalhou com diversos assuntos relacionados a pintura e fotografia.
É co-autora do livro Mestiçagens na Arte Contemporânea (organizado por Icleia Cattani, Porto Alegre: UFRGS, 2007).

## Atualidade
Maristela vive a quatro anos em Paris, doutorando em finas artes pela Universidade de Paris I - Panthéon - Sorbonne. Também participa de exposições com diversos artistas no Frans Masereel Centrum, na Bélgica.

## Exposições
No Brasil, suas exposições estão nos seguintes estados: Recife, Ribeirão Preto, Porto Alegre e Curitiba, também expõe em países como: França, Mexico e Brasil,
- Galerie Michèle Broutta, Paris, 2000
- Galeria Iberê Camargo
- Usina do Gasômetro, Porto Alegre, 2004.
- Triangle Space, Chelsea College of Art & Design, London, 2009.